# バキュロウイルス科
バキュロウイルス科（Baculoviridae）は、DNAウイルスの科。Nucleopolyhedrovirus（NPV：核多角体病ウイルス）とGranulovirus（GV：顆粒病ウイルス）の2属に分けられ、一般にバキュロウイルス（Baculovirus）と呼ばれる。バキュロウイルスは節足動物に感染し、宿主に対する種特異性が高い。大部分はチョウ目の幼虫に感染するが、ハチ、カ、エビに感染するものも知られている。脊椎動物には感染・増殖しない。特定の宿主にしか感染しないが致死性が高く、他の動物には安全なので、生物農薬として利用されるものもある。

## 性質
ビリオンは大型の棒状。エンベロープを持ち、GVはエンベロープ1個にヌクレオカプシドを1個だけ含むが、NPVにはエンベロープ1個にヌクレオカプシドを複数含むものもある。さらにビリオンはタンパク質（GVではグラニュリン、NPVではポリヘドリン）の結晶（包埋体）に包まれる。GVの包埋体（顆粒体）は小型でビリオンを1個しか含まないが、NPVの包埋体（核多角体）は大型で多数のビリオンを含む。ゲノムは環状二本鎖DNAで、80から180 kbpと大きく、遺伝子数も100以上ある。

## 感染過程
包埋体は虫に食べられたあと、中腸でアルカリ性のため溶解し、感染する。細胞内で複製されたウイルスはまず細胞表面から出芽し、他の細胞に感染して全身感染に至る。次に各細胞内で包埋体が作られる。包埋体型ウイルスは出芽型ウイルスよりも安定性、感染性ともに高い。
感染が全身に広がった宿主は、わざわざ捕食者である鳥などに見つかりやすい樹の上部へと移動し、枝にぶら下がり、やがて身体が液状化する。このように感染した宿主が操られる様子は「ゾンビ化行動」などと称される。宿主は鳥などに捕食されたり（後に糞として排泄）、風で飛ばされたり、その場で溶け落ちて地上の虫に食べられるなどして拡散する。